# Безелер, Ганс Гартвиг
Ганс Гартвиг Безелер (нем. Hans Hartwig Beseler; 27 апреля 1850, Грайфсвальд, Померания — 20 декабря 1921, Потсдам) — германский военный деятель, генерал от инфантерии, военный губернатор территории российского Царства Польского, занятой в 1915 году в ходе Первой мировой войны германскими и австро-венгерскими войсками.

## Начало карьеры
Родился в семье доктора права Карла Георга Безелера.
В 1868 году поступил на службу в прусскую армию, участвовал во Франко-прусской войне 1870—1871 годов. В 1888 году получил звание майора и должность при генеральном штабе, в 1898—1899 годах командовал полком, в 1899 году стал оберквартирмейстером, в 1903 году получил звание генерал-лейтенанта и командование дивизией, в 1904 году стал генеральным инспектором инженерных войск и крепостей, в 1907 году получил звание генерала; в 1911 году вышел в отставку.

## Первая мировая война
Был одним из отставных генералов, вновь призванных на службу в 1914 году в связи с началом Первой мировой войны и получивших важные посты в армии; первоначально возглавил 3-й резервный корпус. Руководил осадой бельгийского города Антверпен, который занял 10 октября 1914 года. Затем был командующим 4-го корпуса германской армии в проигранной ей битве на Изере.
Весной 1915 года был переведён на Восточный фронт, где возглавил 3-й резервный корпус в составе 10-й армии. 10 мая его войска применили боевые газы против V Сибирского корпуса 2-й армии. 20 августа того же года войска под его командованием взяли Новогеоргиевск. С 27 августа 1915 по ноябрь 1918 года был немецким военным генерал-губернатором Королевства Польского с местопребыванием в Варшаве; пытался, достигнув лишь незначительных успехов, сформировать польское национальное правительство и парламент под немецким покровительством, а также создать польскую армию, действовавшую бы под немецким контролем. 4 октября 1916 года принял декрет о принуждении к труду всех поляков мужского пола в возрасте от 18 до 45 лет.

## Последние годы
Компьенское перемирие и Ноябрьская революция в Германии положили конец правлению Безелера, и после провозглашения независимости Польши немецкий генерал-губернатор вместе с немецкими оккупационными войсками покинул страну. На родине подвергся жёсткой критике со стороны националистов за «либеральное» управление оккупированными территориями; скончался спустя три года.